# مهاجر اقتصادی
مهاجر اقتصادی (انگلیسی: Economic migrant) کسی است که از منطقه‌ای به منطقه دیگر مهاجرت می‌کند و به دنبال بهبود وضعیت زندگی است زیرا شرایط زندگی یا فرصت‌های شغلی در منطقه فرد مهاجر کافی نیست. سازمان ملل از اصطلاح کارگران مهاجر استفاده می‌کند. اصطلاح «مهاجر اقتصادی» اغلب با اصطلاح پناهنده اشتباه گرفته می‌شود، اما مهاجران اقتصادی کشور خود را به دلیل شرایط بد اقتصادی، نه به دلیل ترس از آزار و اذیت بر اساس نژاد، مذهب یا قومیت ترک می‌کنند. مهاجران اقتصادی آزادانه درخواست پناهندگی کرده و در نتیجه از موقعیت پناهندگی در کشوری که مهاجرت کرده‌اند برخوردار می‌شوند. با این حال به این افراد در صورتی پناهندگی داده می‌شود، که اثبات شود وضعیت اقتصادی در کشور فرد پناهجو باعث خشونت عمومی شده یا نظم عمومی را کاملاً تحت تأثیر قرار دهد.

## روند قانونی
افرادی که قصد دارند در کشور دیگری کار کنند می‌توانند مجوز این کار را دریافت کنند؛ بعضی از مهاجران ممکن است تحت دستاویزهای اشتباه مانند گردشگری قرار بگیرند یا به‌طور غیرقانونی از مرز عبور کنند (مهاجر غیرقانونی). افرادی که به‌طور قانونی در یک کشور دیگر کار می‌کنند اغلب به عنوان مهاجران یا جلای وطن کنندگان توصیف می‌شوند.
بسیاری از کشورها محدودیت‌هایی برای کار کردن دارند و افراد در صورتی می‌توانند کار کنند که ویزای اجازه کار کردن را دریافت کنند. افرادی که با هدف کار کردن وارد کشور دیگری می‌شوند ممکن است از ورودشان ممانعت به عمل آید. مهاجران غیرقانونی و افرادی که پس از ورود به کشور بدون اجازه قانونی مشغول کار می‌شوند، ممکن است اخراج شوند.
بر اساس برآورد بانک جهانی در سال ۲۰۰۹، مبلغ ارسال پول توسط کارگران خارجی به کشور متبوعشان ۴۲۰ میلیارد دلار بوده که ۳۱۷ میلیارد دلار به کشورهای در حال توسعه رسیده‌است.

## مزایا و معایب
هنگامی که مهاجرت اقتصادی در ابعاد بزرگ انجام می‌گیرد، اغلب با عمده مهاجرانی روبرو هستیم که نیروی کار کشور هستند و از کشور خارج می‌شوند، در نتیجه با باقی ماندن جمعیت سالخورده اقتصاد کشور به سختی می‌افتد و می‌تواند به منابع کشور و بازار کار فشار وارد کند. اما با نگاه به کشوری که مهاجران در آن وارد می‌شوند، ورود مهاجران موید منبع کار ارزان است، در برخی موارد مهاجران دارای مشاغل تخصصی و افراد ماهری هستند. علاوه بر این حضور مهاجران به تنوع فرهنگی نیز منجر خواهد شد.

## بازار کار
طی ده سال گذشته، مهاجران باعث افزایش نیروی کار در ایالات متحده به میزان ۴۷ درصد و بیش از ۷۰ درصد افزایش در اروپا بوده‌اند، همان‌طور که در سال ۲۰۱۲ سازمان همکاری و توسعه اقتصادی گزارش کرده‌است. مهاجران در بازار کار جایگاه مهمی را پر کرده‌اند، و به‌طور قابل توجهی به انعطاف‌پذیری بازار کار، به ویژه در اروپا کمک می‌کنند. مطالعات اخیر سازمان همکاری و توسعه اقتصادی نشان می‌دهد که مهاجران نقش مهمی در بازار کار ایفا می‌کنند: مهاجران در ایالات متحده ۲۲ درصد از ورودی‌های حرفه‌ای در حال رشد سریع را اشغال کرده‌اند و ۱۵ درصد در اروپا (مراقبت‌های بهداشتی، علوم، فناوری، مهندسی و ریاضیات و غیره) را به خود اختصاص داده‌اند. مهاجران حتی در شغل‌هایی که آهنگ رشدشان کند است نمایندگان بسیاری دارند، که تقریباً ۲۸ درصد از ورودی‌های جدید در ایالات متحده و ۲۴ درصد در اروپا را تشکیل می‌دهند. در ایالات متحده، در این مشاغل که عمدتاً شامل تولید و صنایع دیگر است کارگران بومی رغبتی به کار در آن‌ها نشان نمی‌دهند؛ در نتیجه تقاضا، کارگران مهاجر این مشاغل را پر می‌کنند. در رابطه با «تولید ناخالص داخلی»، سازمان همکاری و توسعه اقتصادی دریافت در کشورهای این سازمان، ورود مهاجران روی تولید ناخالص داخلی اختلال زیادی به‌وجود نیاورده است: تغییرات در شرایط منفی یا مثبت. کمتر از ۰٫۵٪ در تولید ناخالص داخلی بوده‌است، به استثنای این، سوئیس و لوکزامبورگ به دلیل حضور مهاجران تقریباً دو درصد درآمد خالص در تولید ناخالص داخلی افزایش داشته‌اند.